# Howard Roberts
Howard Roberts (2. října 1929 Phoenix, Arizona – 28. června 1992 Seattle, Washington) byl americký kytarista a pedagog. Na kytaru začal hrát ve svých osmi letech a od patnácti hrál v lokálních klubech. V roce 1950 se přestěhoval do Los Angeles, kde začal díky pomoci kytaristy a skladatele Jacka Marshalla hrát s takovými hudebníky, jakými byli například Barney Kessel, Chico Hamilton nebo Bobby Troup. V roce 1956 podepsal smlouvu s vydavatelstvím Verve Records a začal vydávat vlastní alba. Mimo to působil jako studiový hudebník, díky čemuž hrál například s Eddie Cochranem, Peggy Lee nebo Deanem Martinem. Zemřel na rakovinu prostaty ve věku dvaašedesáti let.